# Östad, Harstad socken

Östad är en gård från åtminstone 1600-talet i Harstads socken, Göstrings härad. Den bestod av 2 mantal. 

## Ägare och boende på Östad
- Södergården
  - 1840-1854 Karl Karlsson (1887-), 1 1/2 hemman.
  - 1866-1870 Carl Johan Petersson (1822-), 1/2 hemman.
  - 1866-1870 Alfred Carlsson (1841-), 1/2 hemman.
- Norrgården
  - 1840-1842 Jonas Fredrik Andersson (1808)
  - 1842-1870 Carl Arvid Johansson (1812-), gästgivare.

## Torp och backstugor
- Hållstugan, var en backstuga mellan 1840 och 1870.

### Under Södergården
- Havrelyckan, var en backstuga mellan 1825 och 1870.
- Grindstugan, var en backstuga mellan 1840 och 1870.
- Livgrenadjärtorpet, var ett torp mellan 1840 och 1870. Torpet tillhörde Skänninge kompani nummer 97.

### Under Norrgården
- Nybygget, var en backstuga mellan 1840 och 1870.
- Rosenlund, var ett torp mellan 1861 och 1870.
- Livgrenadjärtorpet, var ett torp mellan 1846 och 1870. Torpet tillhörde Skänninge kompani nummer 96.
- Berget, var ett torp mellan 1840 och 1845.
- 'Berghem, var ett torp mellan 1840 och 1843.